# Razgor (Vojnik, Slovenija)
Razgor je naselje u slovenskoj Općini Vojniku. Razgor se nalazi u pokrajini Štajerskoj i statističkoj regiji Savinjskoj. 

## Stanovništvo
Prema popisu stanovništva iz 2002. godine naselje je imalo 130 stanovnika.